# Шутка

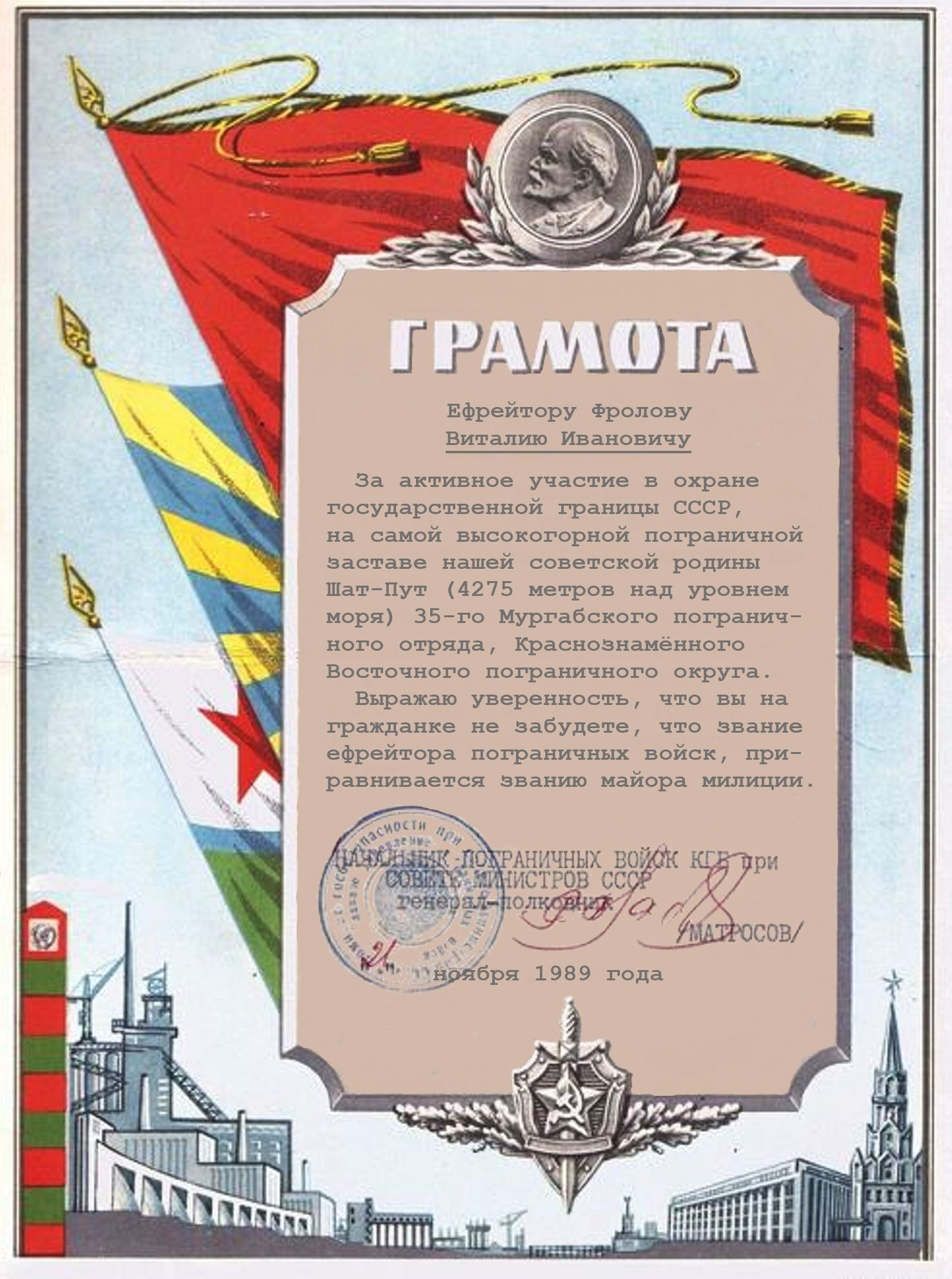
Шутливая грамота, якобы выписанная Командующим Пограничными войсками КГБ СССР генерал-полковником Матросовым

Шу́тка — фраза или небольшой текст юмористического содержания. Она может быть в различных формах, таких, как вопрос/ответ или короткая байка. Для достижения своей юмористической цели шутка может использовать иронию, сарказм, игру слов и другие методы. Шутка, как правило, имеет концовку (кульминацию), которая заканчивает повествование и делает его смешным.
Розыгрыш или шалость отличается от разговорной шутки тем, что основным её компонентом является юмор физический, а не словесный (например, положить соль в сахарницу или наоборот).

## Цель
Шутки, как правило, используются для развлечения друзей или зрителей. В ответ обычно ожидается смех, а когда этого не происходит, шутка, как говорят, оказалась «плоской» или провалилась. Однако у шутки есть и другие цели и функции, общие для комедии/юмора/сатиры в целом. Плоская шутка — это та, которая не содержит подтекста (хотя цель развлечь/развлечься у шутящего имеется), и её невозможно додумывать. Например, что-то стало холодать, не пора ли нам поддать. Плоская шутка может быть признаком нарушения функции головного мозга (Лобный синдром психической расторможенности, или синдром Брунса-Ястровитца).

## Древность шутки
Шутки были частью человеческой культуры с древнейших времён. Недавнее открытие документа под названием Philogelos (Любителям смеха) даёт нам представление о древнем юморе. Написанный в Греции Гиероклом и Филагриусом, этот документ датируется третьим или четвёртым столетием нашей эры, и содержит около 260 шуток. Учитывая то, что юмор из нашей современной культуры недавнего XIX века порой является непонятным для нас сегодня, юмор из этого древнего документа выглядит удивительно знакомым. В нём есть разные стереотипы, и среди них фаворитами являются рассеянный профессор, евнух, люди с грыжами или неприятным запахом изо рта. Многие шутки основаны на идее знания характера персонажа, например:
Парикмахер, лысый мужчина и рассеянный профессор втроём путешествуют. На ночлеге они решили по очереди сторожить багаж. Когда настала очередь парикмахера, ему во время дежурства стало скучно, и он ради шутки побрил профессору голову. Когда профессор проснулся на свою смену, он потрогал свою голову и говорит: «Ну и глупый парикмахер. Он разбудил вместо меня этого лысого».
Существует даже шутка, похожая на скетч Монти Пайтона «Мёртвый попугай»: человек покупает раба, который вскоре после этого умирает. Когда он жалуется об этом торговцу рабами, тот говорит: «Но он же не умирал, когда принадлежал мне». Комик Джим Боуэн так представил сборник современной аудитории: «Одну или две из этих шуток я видел в действиях людей в наше время, правда, слегка обновлёнными. Эти люди садились в автомобиль вместо колесницы, одним из них был Томми Купер».

## Психология шутки
Причина, по которой люди смеются над шутками, была и остаётся предметом серьёзного научного исследования. Вот некоторые примеры.
- Иммануил Кант в «Критике способности суждения» (1790) утверждает, что «смех является эффектом, который возникает, если напряжённое ожидание превращается в ничто». Вот 230-летняя шутка, приведённая Кантом, и его анализ[3]:

В Сурате индиец, который сидел за столом у англичанина, увидев, когда тот откупорил бутылку с элем, что пиво, превратившись в пену, выходит из бутылки, выразил в многочисленных восклицаниях крайнее удивление, а на вопрос англичанина, что же в этом удивительного, ответил: «Меня удивляет не то, что оно выходит, а то, как вам удалось загнать его туда».
Мы смеёмся и ощущаем истинное удовольствие, слушая рассказ о том, как и смеёмся мы не потому, что ощущаем себя несколько умнее этого невежественного индийца или по поводу чего-либо приятного, обнаруженного во всём этом нашим рассудком, а потому, что наше напряжённое ожидание внезапно превратилось в ничто.

- Анри Бергсон в своей книге Le Rire («Смех», 1901) высказывает мысль, что смех эволюционировал, чтобы сделать социальную жизнь возможной для человека.
- Работа Зигмунда Фрейда «Остроумие и его отношение к бессознательному» (нем. Der Witz und seine Beziehung zum Unbewußten).
- Артур Кёстлер в книге «Акт творения» (1964) анализирует юмор и сравнивает его с другими видами творческой деятельности, такими, как литература и наука.
- Работа Марвина Минского «Общество разума» (1986).

Марвин Минский предполагает, что смех имеет определённые функции, связанные с работой человеческого мозга. По его мнению, шутки и смех являются механизмом мозга для распознавания бессмыслицы. По этой причине, утверждает он, шутки, как правило, не так смешны, когда вы слышите их повторно.
- Работы Эдварда де Боно «Механизм разума» (1969) и «Я прав, ты не прав» (1990).

Эдвард де Боно считает, что мозг является машиной сравнения шаблонов, и он работает путём распознавания утверждений и образов действий и разложения их на знакомые образы. Когда знакомые связи не срабатывают и в мозгу возникает неожиданная альтернативная связь по новому маршруту, отличному от ожидаемого, то возникает смех «как реакция на установление нового соединения». Эта теория объясняет многие феномены, связанные с шутками, например:
- Почему шутки смешны только в первый раз, когда мы их слышим: если шутка услышана повторно, её шаблон уже имеется, поэтому никаких новых связей не возникает, и поэтому несмешно.
- Почему шутки имеют сложные и часто повторяющиеся настройки: повторение устанавливает знакомый шаблон в мозге. Распространённый метод, используемый в шутках, состоит в том, чтобы рассказать одну и ту же историю дважды, а затем пересказать её в третий раз с добавлением концовки. Первые два пересказа создают знакомый шаблон в мозге и таким способом подготавливают его для изюминки.
- Почему в шутках часто используют стереотипы: использование стереотипов отсылает к знакомому, ожидаемому образу действий, экономя время настройки мозга.
- Почему в шутках используются варианты хорошо известных историй (например, «Золотая рыбка и три желания» или «Заходит человек в бар»): это опять-таки экономит время на настройку и установление знакомого шаблона.

- В 2002 году Ричард Вайсман провёл исследование с целью открытия самой смешной шутки в мире[4].

Смех, естественная человеческая реакция на шутки, в умеренных количествах благоприятен для здоровья, напрягает мышцы живота и высвобождает эндорфины, натуральные химические вещества в мозге, влияющие на эмоциональное состояние человека.
Часто люди используют подходящие к ситуации шутки, чтобы пережить неприятности. Это так называемый «юмор выживания» (англ. survivor humor), в котором шутки выполняют специфическую функцию: снизить воздействие стресса. Эти шутки менее понятны людям, не попадавшим в подобные ситуации.

## Правила
Правила юмора аналогичны правилам поэзии. Основными из них являются: распределение по времени, точность, синтез и ритм. В одном из эссе французский философ Анри Бергсон сказал: «В каждом остряке есть что-то от поэта». В этом эссе Бергсон рассматривает сущность юмора как вкрапления механического в жизненное. Он использовал в качестве примера книгу английского юмориста, в котором пожилая женщина, желающая иметь репутацию филантропа, предоставляет «дома в пределах хорошей слышимости из её особняка для перевоспитания атеистов, которые были специально подготовлены для этой цели, и для большого числа честных людей, которых специально превратили в пьяниц, поэтому она гарантированно может вылечить их, и так далее». Эта идея выглядит смешной, потому что подлинное побуждение к благотворительности, являющееся само по себе реалистичным и жизненным, приобрело в данном случае вкрапления механической концепции из-за соблазна особым образом выглядеть со стороны.
Для достижения точности комик должен тщательно подбирать слова, чтобы обеспечить яркий, сфокусированный образ, и при этом не быть банальным, иначе можно аудиторию ввести в заблуждение и не возбудить смех. Правильное расположение слов в предложении также имеет большое значение для достижения точности.
Поскольку шутка считается наилучшим способом выражения максимального уровня юмора при минимуме слов, она является одним из ключевых технических элементов комиков. Приведём пример из Джорджа Карлина:
У меня такой же авторитет, как у Папы римского, жаль, что верят в это немногие.
Хорошо известная модель «краткости» дала многочисленные примеры шуток, в которых продолжительность сама по себе является кульминацией. Известно много таких образцов из репертуара Монти Пайтон, например, песня «Я люблю светофор». Такой юмор часто используется в сериале Гриффины. Например, в эпизоде «Wasted Talent» Питер Гриффин стучит по своей голени (классический дешёвый фарс), бережно обхватывает её руками, дует на неё, якобы успокаивая боль, но значительно дольше, чем ожидается. Некоторые версии популярной водевильной шутки «Аристократы» могут продолжаться в течение нескольких минут, она считается анти-шуткой, а юмор больше заключается в настройке публики, чем в концовке.
Содержание шутки (смысл) — это не то, что вызывает смех, а то, что придаёт ей характерные особенности и вызывает улыбку. Заставляет нас смеяться механизм шутки. Милтон Берл демонстрировал это в классическом театральном эксперименте в 1950-х годах: если во время серии шуток вставлять фразы, не являющиеся шутками, но с тем же ритмом, аудитория всё равно смеётся. Классикой является тройной ритм с тремя ударениями: вступление, предпосылка и антитеза (в антитезе должна быть концовка).
Что касается экспериментов Милтона Берла, на их основе можно продемонстрировать понятие «нарушение контекста» или «ломка шаблона». Это не обязательно ритм, который вызвал у аудитории смех, а несоответствие между ожиданием шутки и заменяющей её нелогичной «нормальной фразой». Эта нормальная фраза, сама по себе неожиданная, является разновидностью концовки — анти-концовкой.

## Типы шуток
В шутках юмор часто строится на неожиданном, мягком нарушении табу (при этом они могут содержать что-то несимпатичное или социально неуместное), или играть на стереотипах и других культурных убеждениях. Многие шутки вписываются в более чем одну категорию.

### Темы
Политические шутки являются, как правило, формой сатиры. Чаще всего они касаются известных политиков и глав государств, но могут также обыгрывать нелепости политической ситуации в стране. Ярким примером политических шуток можно считать политические карикатуры. Известны две большие категории такого рода шуток. В первой переводится в юмористическую плоскость негативное отношение к политическим оппонентам или к политикам в целом. Во второй высмеиваются политические клише, лозунги, фразы или просто ошибки политиков. Некоторые из них, особенно шутки серии «У Вас есть две коровы», извлекают юмор из сравнения различных политических систем.
Профессиональный юмор содержит карикатурное изображение некоторых профессий, таких, как юристы, и понятен он, в основном, в профессиональных кругах. Его разновидностями являются математический, физический юмор и так далее.
Этнические шутки эксплуатируют этнические стереотипы. Они часто являются расистскими, и могут быть оскорбительными. Например, англичанин начинает рассказывать шутку со слов: «англичанин, ирландец и шотландец …». В ней предполагается скупость шотландца, глупость ирландца и консервативность англичанина. Такие шутки существуют среди многих народов.
Шутки, основанные на других стереотипах (например, шутки о блондинках), часто считаются смешными.
Религиозные шутки делятся на несколько категорий:
- Шутки, основанные на стереотипах, связанных с религиозными профессиями (например, шутки о монашках, шутки о священниках, раввинах, и т. п.)
- Шутки на тему классических религиозных понятий: распятия, Адама и Евы, святого Петра на вратах в рай, и т. д.
- Шутки, в которых конфликтуют различные религиозные конфессии, например: «Раввин, знахарь и пастор отправились на рыбалку…»
- Письма и обращения к Богу.

Самоуничижительный юмор внешне похож на стереотипные шутки, но ставит целью посмеяться над самим собой. Он иногда используется и политиками, которые ценят его возможности по превентивной реакции на спорные вопросы, за счёт чего можно выбить некоторые аргументы у критиков. Например, когда Авраама Линкольна обвинили в двуличности, он ответил: «Если бы у меня было два лица, вы думаете, я бы носил именно одно из них?».
Сюрреалистические или минималистские шутки используют семантические несоответствия, например: «Вопрос: что это — красное и невидимое? Ответ: непомидоры..»
Слоновьи шутки почти всегда имеют форму загадки или головоломки, часто в виде последовательности загадок, и обычно содержат сюрреалистический, анти-юмористический или мета-юмористический юмор, в котором обязательно присутствует слон.
Чёрный юмор имеет дело с ситуацией по принципу «если вы можете смеяться над этим, оно не убьёт вас». Обычно такие шутки построены на трагедиях, смерти, несчастных случаях, войнах, катастрофах или травмах.

### Стиль
Шутка типа вопрос/ответ, иногда выглядящая как обычная загадка, имеет якобы просто вопрос и ответ, который закручивается для юмористического эффекта, при этом часто используются каламбуры. К этому типу принадлежат шутки типа "Тук-тук-тук. Кто там?", «Вкручивание лампочки», множество вариаций на тему «Зачем курица перешла дорогу?» и целый класс шуток типа «В чем разница между _______ и ______», в которых концовка часто состоит в игре слов или спунеризме с перестановкой двух совершенно очевидно не связанных между собой понятий.
В некоторых шутках требуется два человека, при этом на одного из них (как правило, это подыгрывающий партнёр комика) можно положиться, что он даст правильный ответ человеку, рассказывающему анекдот. Такие шутки чаще встречаются в исполнении на сцене, чем в неформальном разговорном юморе.
«Байки лохматой собаки» представляют собой очень долгую и запутанную шутку с намеренно слабой или полностью отсутствующей концовкой. Юмор заключается в том, чтобы создать напряжённое ожидание аудитории, а затем полностью её разочаровать. Чем дольше история будет продолжаться без раскрытия аудитории замысла, что это такая шутка, а не серьёзный анекдот, тем более успешной она будет.
Некоторые шутки представляют высказывания в виде пословиц, поговорок, фраз из песен или рекламных объявлений, например шутки Николая Фоменко, Вадима Галыгина и Дмитрия Нагиева, звучавшие и звучащие после рекламы на Русском радио.